# Saissetia auriculata
Saissetia auriculata är en insektsart som beskrevs av Morrison 1929. Saissetia auriculata ingår i släktet Saissetia och familjen skålsköldlöss.
Artens utbredningsområde är Panama. Inga underarter finns listade i Catalogue of Life.